# Heistse Pijl 2022
L'Heylen Vastgoed Heistse Pijl 2022, cinquantaduesima edizione della corsa e valida come prova dell'UCI Europe Tour 2022 categoria 1.1, si è svolta il 4 giugno 2022 su un percorso di 192,8 km, con partenza da Vosselaar e arrivo a Heist-op-den-Berg, in Belgio. La vittoria è andata al belga Arnaud De Lie, il quale ha completato il percorso in 4h08'54", alla media di 46,476 km/h, precedendo l'italiano Giacomo Nizzolo e il britannico Mark Cavendish.
Sul traguardo di Heist-op-den-Berg 126 ciclisti, dei 150 partiti da Vosselaar, hanno portato a termine la competizione.

## Squadre e corridori partecipanti
| N.      | Cod. | Squadra                     |
| ------- | ---- | --------------------------- |
| 1-7     | TJV  | Jumbo-Visma                 |
| 11-17   | QST  | Quick-Step Alpha Vinyl Team |
| 21-27   | LTS  | Lotto Soudal                |
| 31-37   | IWG  | Intermarché-Wanty-Gobert    |
| 41-47   | BOH  | Bora-Hansgrohe              |
| 51-57   | COF  | Cofidis                     |
| 61-67   | IPT  | Israel-Premier Tech         |
| 71-77   | AFC  | Alpecin-Fenix               |
| 81-87   | BBK  | B&B Hotels-KTM              |
| 91-97   | BWB  | Bingoal Pauwels Sauces WB   |
| 101-107 | SVB  | Sport Vlaanderen-Baloise    |

| N.      | Cod. | Squadra                           |
| ------- | ---- | --------------------------------- |
| 111-117 | HPM  | Human Powered Health              |
| 121-127 | ARK  | Team Arkéa-Samsic                 |
| 131-137 | UXT  | Uno-X Pro Cycling Team            |
| 141-147 | BCY  | BEAT Cycling                      |
| 151-156 | DDS  | Development Team DSM              |
| 161-167 | GDM  | Geofco-Doltcini Materiel Velo.com |
| 171-177 | MCT  | Minerva Cycling                   |
| 181-187 | TIS  | Tarteletto-Isorex                 |
| 191-197 | TCO  | Team Coop                         |
| 201-207 | RDW  | WiV SunGod                        |
| 211-217 | PSB  | Pauwels Sauzen-Bingoal            |

## Ordine d'arrivo (Top 10)
| Pos. | Corridore           | Squadra     | Tempo    |
| ---- | ------------------- | ----------- | -------- |
| 1    | Arnaud De Lie       | Lotto       | 4h08'54" |
| 2    | Giacomo Nizzolo     | Israel      | s.t.     |
| 3    | Mark Cavendish      | Quick-Step  | s.t.     |
| 4    | Daniel McLay        | Arkéa       | s.t.     |
| 5    | Laurens Sweeck      | Pauwels     | s.t.     |
| 6    | Baptiste Planckaert | Intermarché | s.t.     |
| 7    | Piet Allegaert      | Cofidis     | s.t.     |
| 8    | Guillaume Boivin    | Israel      | s.t.     |
| 9    | Kenneth Van Rooy    | Sport Vl.   | s.t.     |
| 10   | Timo Kielich        | Alpecin     | s.t.     |